# Хосе Барнет
Хосе Агрипино Барнет Винахерас (на испански: José Agripino Barnet y Vinajeras) е кубински дипломат и временен президент на Куба, заемайки този пост от 11 декември 1935 г. до 20 май 1936 г.

## Кариера
Роден е в Испания, но родителите му са родом от Куба. Завършва юридическия факултет на университета в Хавана. През 1887 г. заминава за Париж, където остава до установяването на Република Куба през 1902 г. Назначен за консул в Париж, Франция, а през 1908 г. е прехвърлен като консул в Ливърпул, Англия. Консул също в Ротердам и Хамбург. Служи също в Япония, Бразилия, Германия и Швейцария. Хосе Барнет е седмият временен президент след падането от власт на Херардо Мачадо.
Женен за Марсела Клеард, с която има една дъщеря, Джорджина Марсел Барнет Клеард.